# Grijskruinleptopogon
De grijskruinleptopogon (Leptopogon superciliaris) is een zangvogel uit de familie Tyrannidae (tirannen).

## Verspreiding en leefgebied
Deze soort komt voor van Costa Rica tot Venezuela en Bolivia en telt twee ondersoorten:
- L. s. superciliaris: van Costa Rica tot noordelijk Venezuela en zuidelijk tot Colombia en noordelijk Peru.
- L. s. albidiventer: zuidoostelijk Peru en westelijk Bolivia.

## Status
De grootte van de populatie is niet gekwantificeerd maar de soort wordt omschreven als vrij algemeen. Op de Rode lijst van de IUCN heeft deze soort de status niet bedreigd.